# Embres-et-Castelmaure
Embres-et-Castelmaure – miejscowość i gmina we Francji, w regionie Oksytania, w departamencie Aude.
Według danych na rok 1990 gminę zamieszkiwało 169 osób, a gęstość zaludnienia wynosiła 5 osób/km² (wśród 1545 gmin Langwedocji-Roussillon Embres-et-Castelmaure plasuje się na 738. miejscu pod względem liczby ludności, natomiast pod względem powierzchni na miejscu 146.).

## Zabytki
Zabytki w miejscowości posiadające status Monument historique:
- kaplica Saint-Félix de Castelmaure (Chapelle Saint-Félix de Castelmaure)